# Sanhe Xiang (socken i Kina)
Sanhe Xiang (kinesiska: 三合乡, 南舍) är en socken i Kina. Den ligger i provinsen Zhejiang, i den östra delen av landet, omkring 29 kilometer nordväst om provinshuvudstaden Hangzhou. Antalet invånare är 20010. Befolkningen består av 9 791 kvinnor och 10 219 män. Barn under 15 år utgör 12,0 %, vuxna 15-64 år 75 %, och äldre över 65 år 12,0 %.
Genomsnittlig årsnederbörd är 1 869 millimeter. Den regnigaste månaden är juni, med i genomsnitt 328 mm nederbörd, och den torraste är november, med 74 mm nederbörd.